# Trogodes rotundicollis
Trogodes rotundicollis är en skalbaggsart som beskrevs av Karl Henrik Boheman 1857. Trogodes rotundicollis ingår i släktet Trogodes och familjen Cetoniidae. Inga underarter finns listade i Catalogue of Life.